# 琉球豆豚
琉球豆豚（りゅきゅうまめぶた）とは、沖縄のブランド豚の一つである。沖縄のバイオベンチャー企業であるレビオ株式会社（本社：沖縄県浦添市）が開発した「OOBO（おーぼ）」という配合飼料を用いて肥育成長させている。「豆豚」という名称は、OOBOの原材料に豆類が含まれていることから命名され、レビオ社がその登録商標権を有している（登録第5592809号）。
OOBOは、おからと枯草菌種を発酵させることで製造される微生物発酵製品である。豚の飼料に混ぜて与えることで、硫化水素やメルカプタンといった臭気成分が抑制され、肉に含まれるグルタミン酸やイノシン酸といったうまみ成分は高値を示すという。